# محمدرضا الماسخاله
محمدرضا الماسخاله (زادهٔ ۲۳ اسفند ۱۳۶۶ در رشت) بازیکن فوتبال ایرانی است.
وی در فصل ۹۵–۹۶ لیگ آزادگان با باشگاه فوتبال سپیدرود رشت به مقام نائب قهرمانی مسابقات رسید و به لیگ برتر خلیج فارس صعود کرد.